# 郭洪涛
郭洪涛（1909年11月16日—2004年3月12日），又名洪恩、惠卿，化名孙耀祖，陕西米脂人，中国共产党领导人。

## 生平

### 早年
1925年，其参加中国共产党，担任中共特支书记、中共榆林地委组织部部长。后被国民政府逮捕关押至太原监狱，后经营救出狱1934年初返回陕西，任中共陕北特委组织部部长。1934年7月8日，成立了陕北红军游击队总指挥部，谢子长任总指挥，郭洪涛任政委，贺晋年任参谋长，建立了安定、延川根据地。1935年2月5日，中共陕甘边特委、中共陕北特委在赤源县周家硷举行联席会议，决定成立中共西北工委和西北军委，统一领导陕甘边、陕北两块根据地的党、政、军组织，惠子俊任中共西北工委书记（一直没有到任，由崔田夫代任），崔田夫任组织部长，张秀山任宣传部长，郭洪涛任秘书长，谢子长任西北军委主席，刘志丹为副主席兼前敌总指挥，高岗为总政委，白坚为秘书长，朱子休为参谋长。
1935年3月，中共中央驻北方代表（简称“中代”）和中共上海临时中央局决定派遣朱理治（时任中共河北省委组织部长、代理书记）、聂洪钧（时任上海中央局组织部长兼秘书长）等赴西北加强领导，解决问题，二人组成“中共中央北方局和上海临时中央局驻西北代表团”。1935年5月初朱理治离开河北，动身经西安抵达陕甘边根据地南区耀县。7月5日，朱理治到达西北工委所在地延川县永坪镇，向郭洪涛了解西北情况。1935年7月15日，朱理治主持召开了中共西北工作委员会扩大会议。
中共陕甘晋省委副书记等职位。同年冬中央红军长征结束，其任中共陕北省委书记。后调任中共中央组织部副部长、中共陕甘宁边区党委书记。

### 抗日战争
中日战争爆发后，兼任八路军绥德警备区司令部政治委员兼中共绥德地委书记。1938年，调入山东，担任中共山东省委书记、中共苏鲁豫皖边区省委书记。之后成立中共中央山东分局，担任书记，开始组建山东军区。
1941年，郭洪涛被选为中共七大代表，率山东代表团步行赴延安，任延安七大代表团学习班支部书记。1942年2月，郭洪涛在中共中央党校学习，参加整风运动。

### 整风运动
1942年秋，中共中央西北局召开高干会议，检查了西北党史上的路线是非问题，清算了王明路线。当时担任西北局书记的高岗在作为会议结论的《边区党历史问题检讨报告》中，指郭洪涛主持陕北肃反、拒绝欢迎中央和中央红军到陕北。还指1939年湖西错误“肃托”事件是郭洪涛在山东分局工作时采取宗派主义干部政策的结果。1945年4月-6月，郭洪涛出席中国共产党第七次全国代表大会。
国共内战期间，任东满铁路管理局、东北铁路总局，牡丹江铁路局、吉林铁路局、北平铁路管理局局长。

### 中华人民共和国成立后
1954年初高岗问题揭露后，刘少奇、邓小平同意中央重新审查郭洪涛问题。1960年4月批准的《中央监委关于郭洪涛同志几个历史问题的审查意见》对郭洪涛的历史问题进行了平反。历任天津铁路管理局局长、铁道部副部长、国家经济委员会副主任。文化大革命期间遭受迫害，随后担任国家经济委员会副主任、国务院港口领导小组组长、国家经济委员会顾问、中央顾问委员会委员等职。　
2004年3月12日，郭洪涛因病在北京逝世，享年95岁。